# Démons de pierre
Pour plus de détails, voir Fiche technique et Distribution.
Démons de pierre (Reign of the Gargoyles) est un téléfilm américain réalisé par Ayton Davis et diffusé le 24 mars 2007 sur Sci Fi Channel.

## Synopsis
Des nazis réveillent les gargouilles.

## Fiche technique
- Titre original : Reign of the Gargoyles
- Réalisation : Ayton Davis
- Scénario : Chase Parker
- Société de production : Unified Film Organization (UFO)
- Origine : États-Unis, Allemagne
- Durée : 88 minutes
- Format : couleur
- Genre : horreur

## Distribution
- Joe Penny : Gus
- Wes Ramsey : Will
- Sean Mahon (en) : Deacon
- Julia Rose (de) : Sophie
- Billy Lush (en) : Chick
- John Ashton : Commandant Latham
- Brad Beyer : Porter
- Miroslav Emilov : Nash
- Boris Pankin : Lieutenant Eyepatch
- Stoyan Mladenov : Finn
- Johnathan Sparcino : Sobczek
- Rushi Vidinliev : Van Horn
- Julian Vergov : Schrieber
- Evgeni Gospodinov : Lieutenant Mueller
- Bryan O'Duffy : Colonel Sears
- Lina Zlateva : Anna
- Dejan Angelov : Pilote
- Vlado Mihailov : Karel
- Ryan Dauner : Adjudant